# Pimelodella odynea
Pimelodella odynea es una especie de pez de la familia Heptapteridae en el orden de los Siluriformes.

## Morfología
Los machos pueden llegar alcanzar los 10 cm de
longitud total.

## Hábitat
Es un pez de agua dulce.

## Distribución geográfica
Se encuentra en América: Colombia y Venezuela.